# Азербайджанський державний педагогічний університет

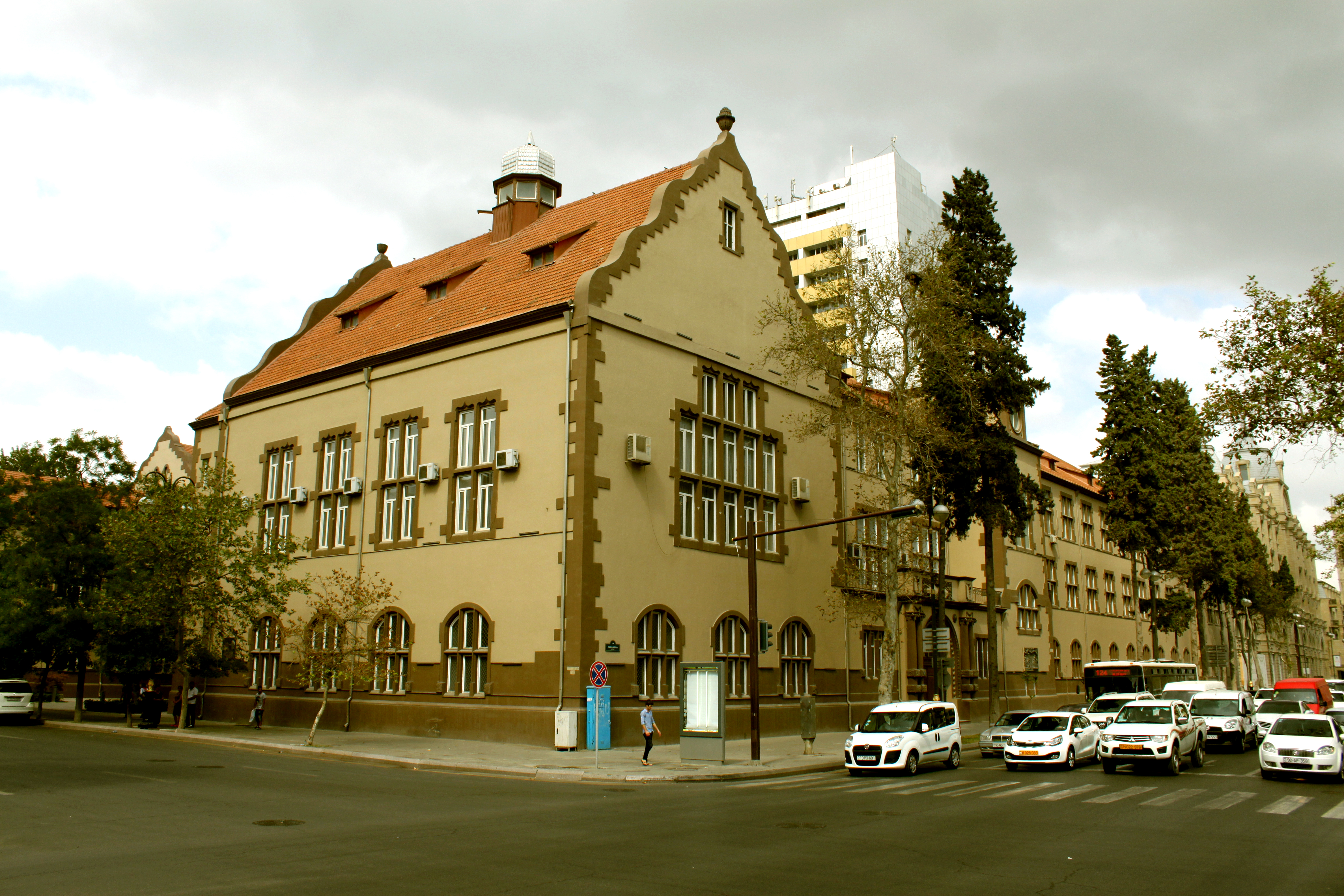

Азербайджанський державний педагогічний університет — державна освітня установа, що займається підготовкою педагогічних кадрів в Азербайджані.

## Історія

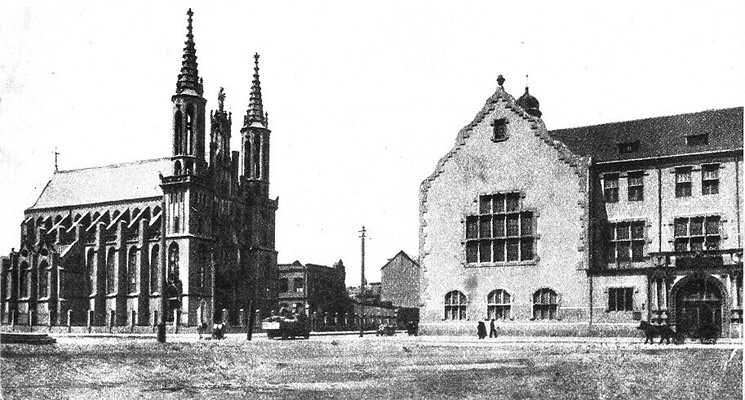
Будівля Бакинського комерційного училища (праворуч) в 1916 році. Зліва — зруйнований в 1938 році Костел Пресвятої Діви Марії

Університет засновано в 1921 році. Для його заснування було створено Організаційний комітет (Підготовча комісія) для створення інституту наприкінці 1920 року. Головою Комітету був призначений Фатулла Бей Рзабейлі. Членами були Хабіб Бей Махмудбейов та Рахім Джафаров. Абдулла Шейг, Мухаммед бей Ефендієв та Садіг Гусейнов також взяли участь у заходах комітету. Вони також брали участь в організації однорічних педагогічних курсів, які відігравали ключову роль у створенні педагогічного інституту в Азербайджані, а також читали лекції на цих курсах.
Організаційний комітет підготував навчальний план для інституту, який затвердив Азербайджанська народна державна комісія з питань освіти. Комітет розпочав свою роботу 9 червня 1920 року.
13 червня 1921 року Комісія народної освіти Азербайджану затвердила перший статут педагогічного інституту. Статут визначив структуру, обов'язки та права закладу, а також визначив предметні дисципліни, що входять до навчальної програми, а також правила колоквіуму, акти прийому та іспитів для посилення знань та контролю студентів. Відповідно до навчальної програми, студенти на першому курсі вивчали предмети: математику, рідну мову, російську мову, літературу, музику тощо. На другому курсі студенти об'єднувалися в групи спеціальності та проходили підготовку відповідно до відповідних предметів. 12 листопада 1921 року, за три дні до початку занять у Педагогічному інституті відбулося перше засідання Ради Інституту, а також обговорювалися питання щодо організації уроків та інших важливих завдань.
У перші роки інститут готував викладачів у галузі історії, філології, хімії, фізики та математики, а також теоретичних курсів та експериментальних досліджень з ботаніки, зоології, фізіології, хімії, геології та мінералогії. Студентів навчали в рамках програми Бакінського державного університету такі викладачі, як Ф. Расульзаде, С. Гусейнов, А. А. Аміров, С. Х. Осінанзаде. У цей період найпотужнішим науковим центром кафедри був факультет фізіології.
У 1921 році створено кафедру історії та публічної літератури. Нова кафедра відповідала за викладання гуманітарних та спеціальних дисциплін, філософії, логіки, педагогіки, дидактики, політичної економії, основ державного права та інших предметів. З 1925 по 1926 роки кафедри започаткувала дві самостійні кафедри: кафедру історії та кафедру філології.
У період з 1923 по 1924 роки міністерство освіти Азербайджану виділило 112 тисяч манатів на навчальну, наукову та економічну роботу інституту. У ті роки основна бібліотека Інституту також збагатилася. На момент створення бібліотеки було лише 50 книг азербайджанською мовою та 73 книги різними мовами. Через кілька років бібліотечний фонд німецької літератури значно збільшився з Москви та інших міст. У 1923—1924 навчальному році в бібліотеці було 2000 примірників азербайджанською та 1000 примірників російською мовами.
З 1924—1925 навчального року інститут почав працювати за 4-річною навчальною програмою. На той час в університеті навчалися 142 студенти. У цьому навчальному закладі навчалися також студенти із сусідніх країн, таких як Грузія, Казахстан, Узбекистан тощо. У великому залі Університету виступав Володимир Маяковський.
У 1972 році виш нагороджено Орденом Трудового Червоного Прапора. За час свого існування університетом підготовлено понад 100 тисяч учителів з вищою освітою.

## Структура університету
В даний час в педагогічному університеті навчаються понад 7000 студентів.
У складі університету функціонує 10 факультетів:
- філологічний
- математичний
- фізичний
- географічний
- історичний
- художньо-графічної культури
- педагогіки
- загальнотехнічних дисциплін і праці
- хіміко-біологічний
- дошкільної педагогіки

Підготовка ведеться за такими спеціальностями:
- Азербайджанська мова та література
- Історія
- Математика
- Хімія
- Біологія
- Фізика
- Географія
- Професійна освіта
- Музична освіта
- Дефектологія
- Початкова військова фізична підготовка
- Педагогіка і методика початкової освіти
- Педагогіка і методика дошкільної освіти

На 55 кафедрах університету працює 330 викладачів, серед яких 59 докторів наук, 329 кандидатів наук та доцентів, 4 дійсних членів різних академій наук. В університеті працює 730 осіб допоміжного персоналу. В університеті є бібліотека та читальний зал. Книжковий фонд бібліотеки становить понад 700 тисяч примірників. В університеті є комп'ютерний зал, ономастична лабораторія, зоологічний музей, центр медичної допомоги.

## Галерея

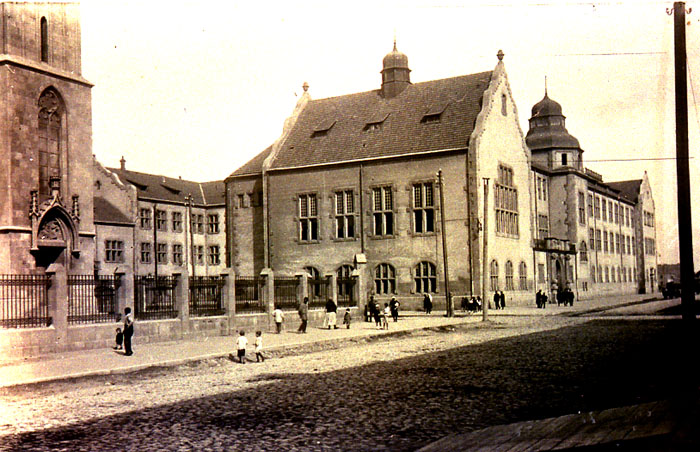
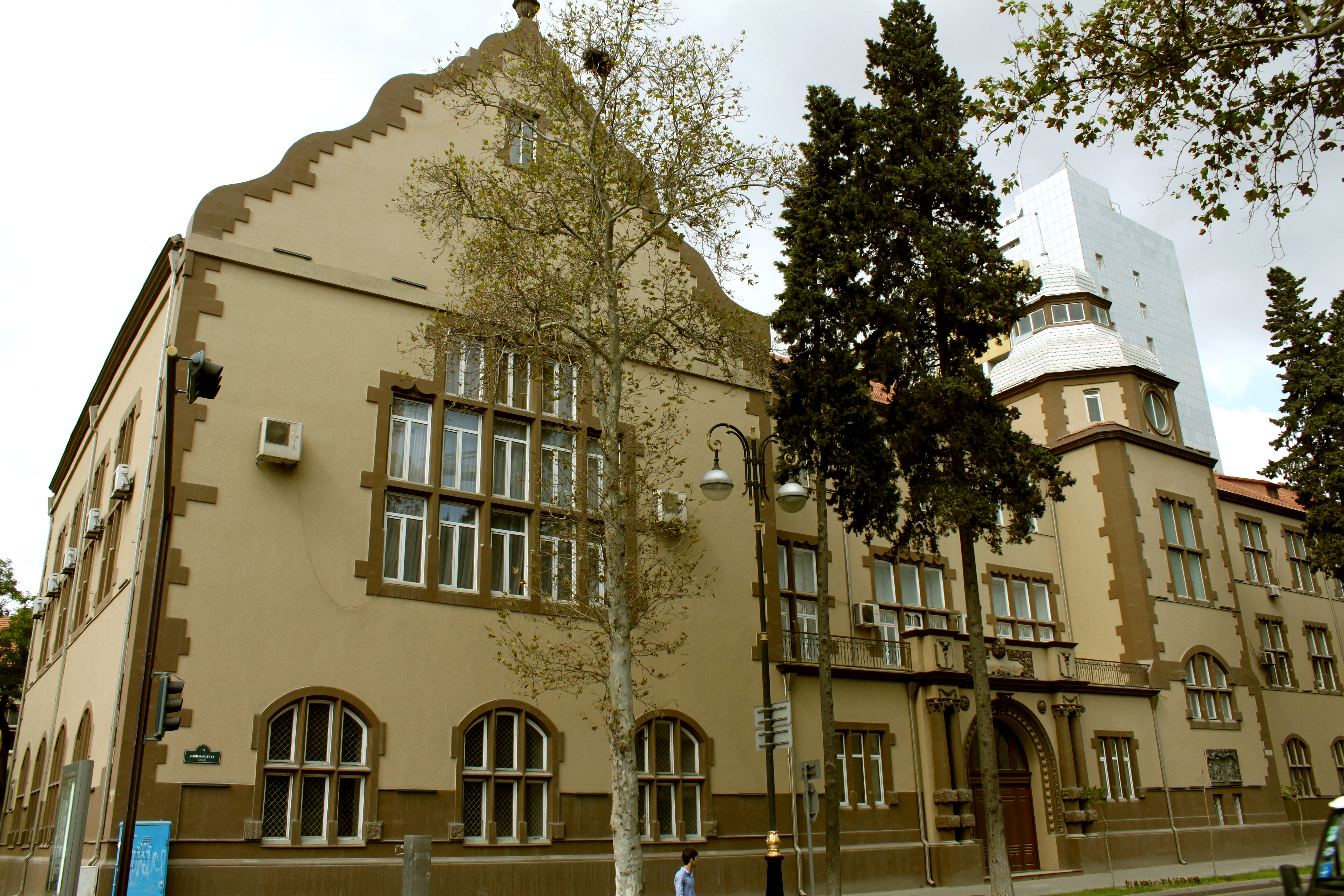
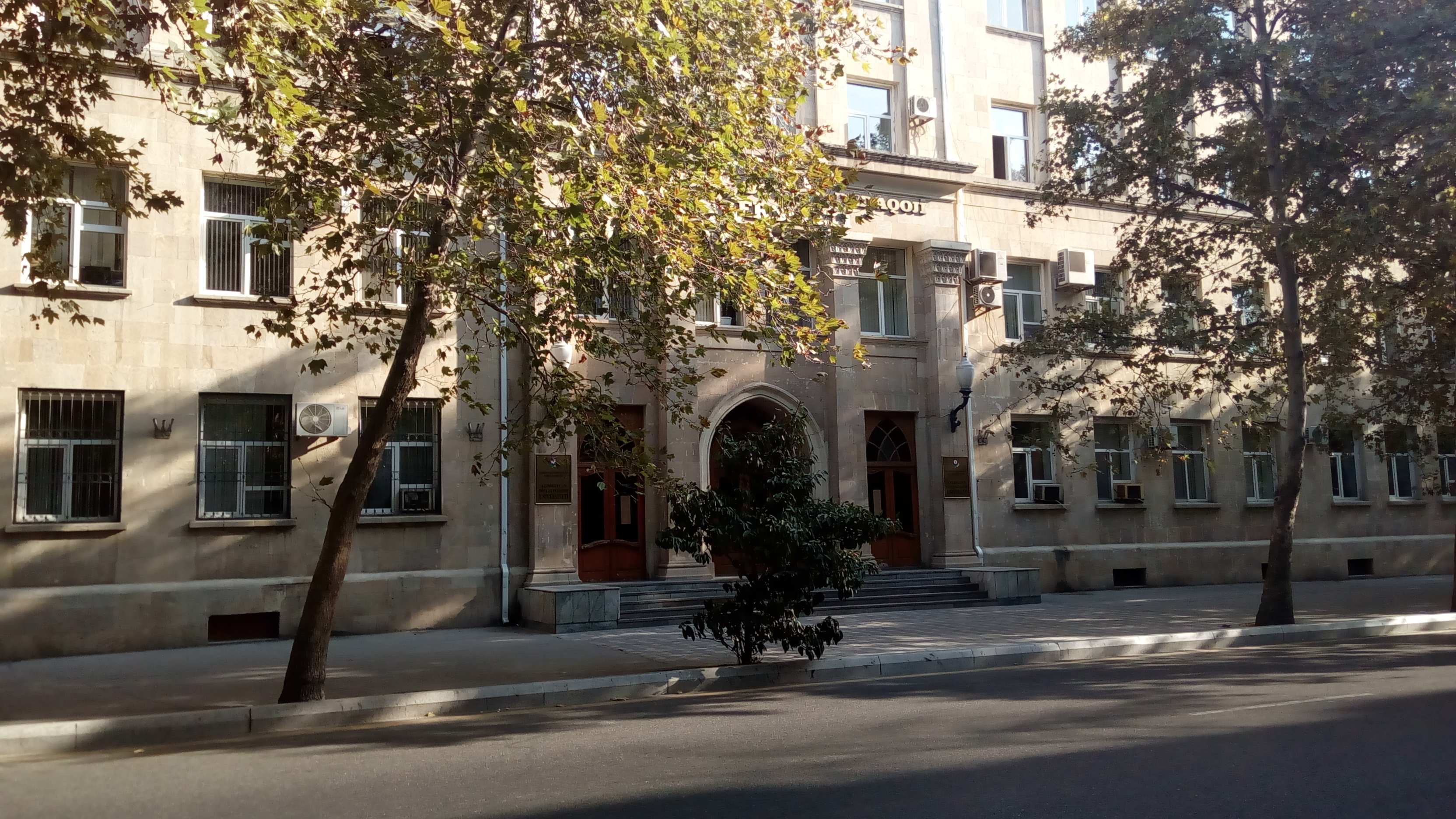
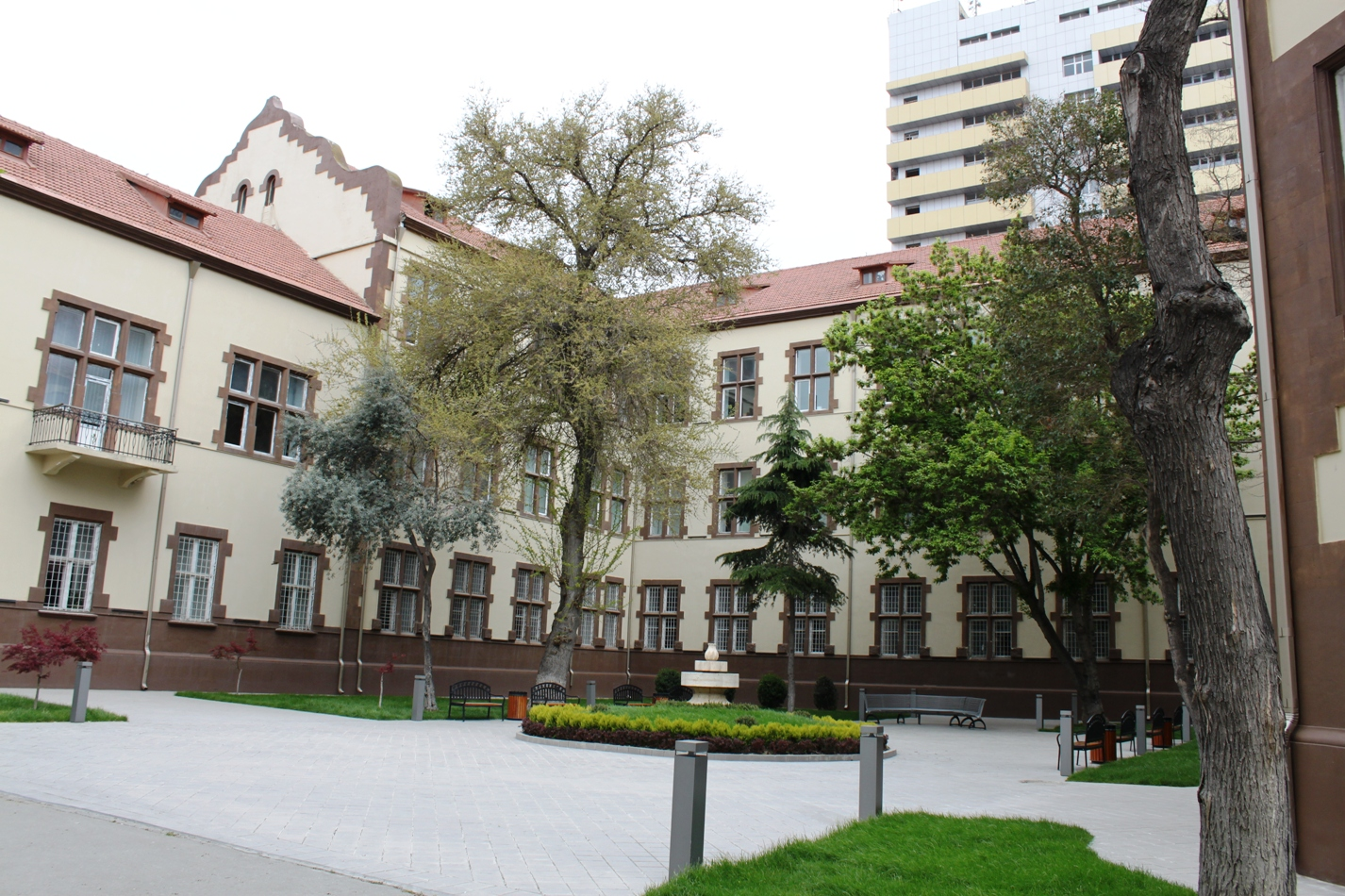
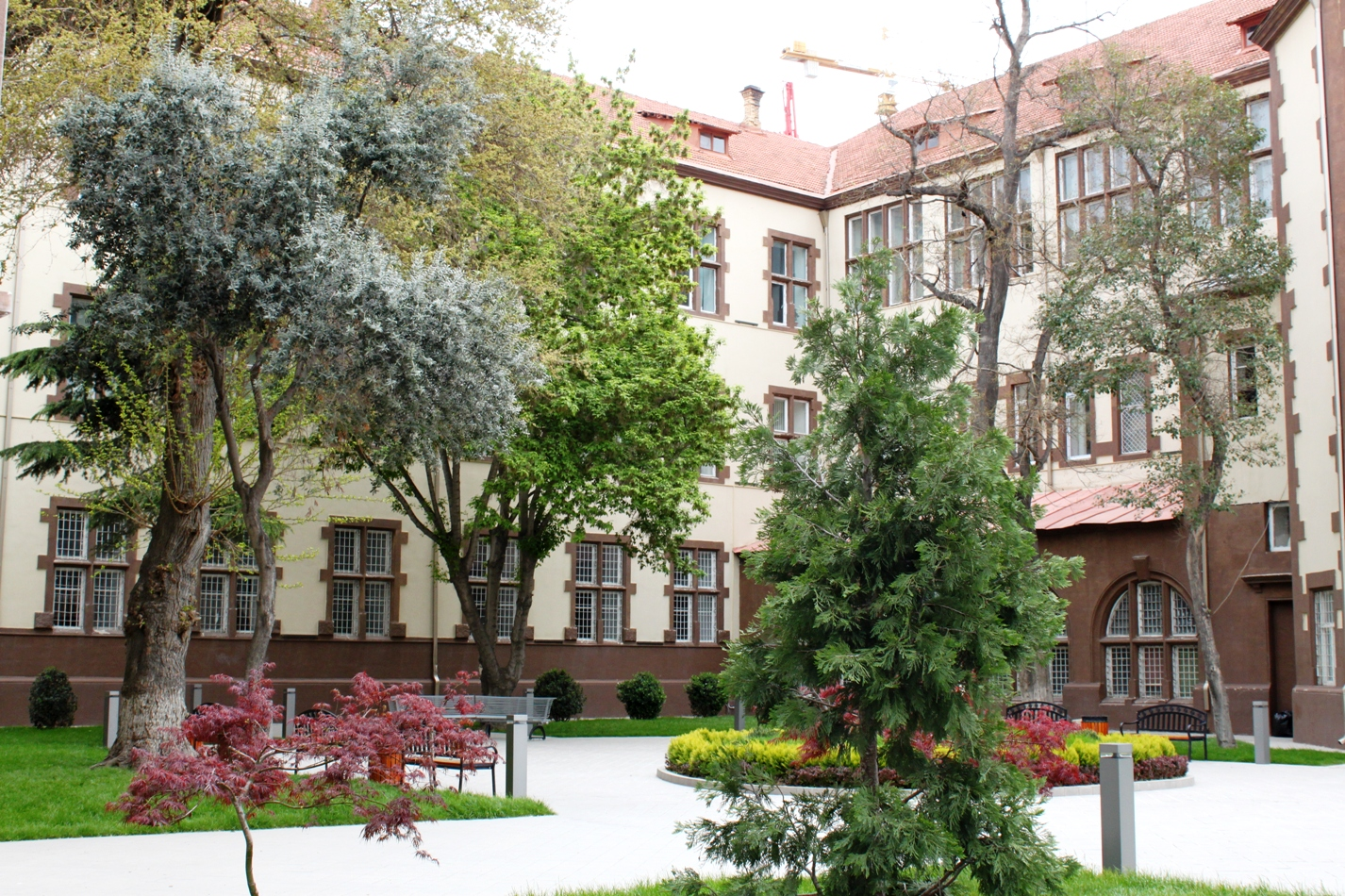